# Brugerstyring
Brugerstyring betegner teknikker i forbindelse med IT-systemer der kræver at specielle data kun kan nåes eller specielle funktioner kun kan udføres af bestemte brugere.
Det primære i brugerstyring er at identificere den enkelte bruger, hvilke rettigheder de skal have og hvorledes der sikres sporbarhed i forhold til brugernes handlinger.
I ældre it-løsninger har brugerstyring normalt været en integreret del af løsningen, hvilket har betydet at for hver ny løsning kom der en ny måde at håndtere brugere på. 
I nye it-løsninger er brugerstyring som regel eksternaliseret således at denne funktionalitet kan varetages af en fælles brugerstyringsløsning. 

## Brugerstyringens elementer

### Identificering
Identificering af brugeren sker oftest via en indlogningsprocedure, med brugernavn/password, eller via et chipkort eller anden ekstern enhed.
Den kan også foregå implicit ved en genkendelse af selve maskinen.

### Tilgang til data/programmer
Alle indgange til funktionalitet eller data, kræver en godkendelse i brugerstyringen.
Hvis sikkerheden er programmeret direkte ind i applikationsprogrammet er risikoen for at sikkerheden kompromitteres høj. Derfor er det foretrukket at sikkerheden også er bygget ind i databaser og styresystem,

### Dokumentation
Den sidste gren af brugerstyring er dokumentation. Både over hvilke funktioner der er brugt, og i forbindelse med følsomme data, også hvilke data der er tilgået eller rettet. Til denne brug finder der i alle brugerstyringssystemer en omfattende logning sted. Denne logning anvendes også ved forsøg på overtrædelser.

## Persondataloven
Persondataloven giver meget strenge krav til systemer der rummer for eksempel persondata, og kræver at alle tre punkter ovenfor er opfyldt.

## Eksempler på brugerstyringsprogrammer
- IBM's RACF (Resource Access Control Facility) på mainframe.
- Microsoft's Active Directory